# Josef Uhlmann
Josef „Sepp“ Uhlmann (* 21. Oktober 1902 in Laupheim; † 20. Juli 1968 ebenda) war ein deutscher Fechter und Unternehmer. Er focht für den TV Ulm, der später im SSV Ulm 1846 aufging, wurde deutscher Meister und nahm an den Olympischen Spielen 1936 in Berlin teil. Nach dem Zweiten Weltkrieg gründete er eine Firma, die Fechtausstattung und Verpackungen für medizinische Produkte herstellt. 

## Leben und Erfolge
Josef Uhlmann focht beim TV Ulm und war ebenfalls als Kreisfechtwart aktiv. 1933 musste er dieses Amt wegen eines fehlenden Ariernachweises abgeben. Trotzdem trat er am 27. Oktober 1937 der SS bei (SS-Nummer 308.196) und wurde zum 30. September 1939 zum SS-Scharführer befördert.
1936 nahm er an den Herrendegen-Mannschaftswettbewerben der Olympischen Spiele in Berlin teil. Zusammen mit Eugen Geiwitz, Siegfried Lerdon, Hans Esser, Ernst Röthig und Otto Schröder musste er sich erst in der Finalrunde den Mannschaften aus Italien, Schweden und Frankreich geschlagen geben und erfocht den vierten Platz. Zusätzlich gewann Uhlmann 1937 die deutsche Einzelmeisterschaft im Degenfechten.
1948 gründete Uhlmann eine Firma für Verpackungssysteme und Fechtausrüstung. Die Firma Uhlmann Pac-Systeme ist heute auf medizinische Verpackungen spezialisiert und machte im Geschäftsjahr 2019/20 einen Umsatz von 434 Millionen Euro. Die Firma für Fechtartikel hat heute den Namen Uhlmann Fechtsport.